# Barry Sonnenfeld

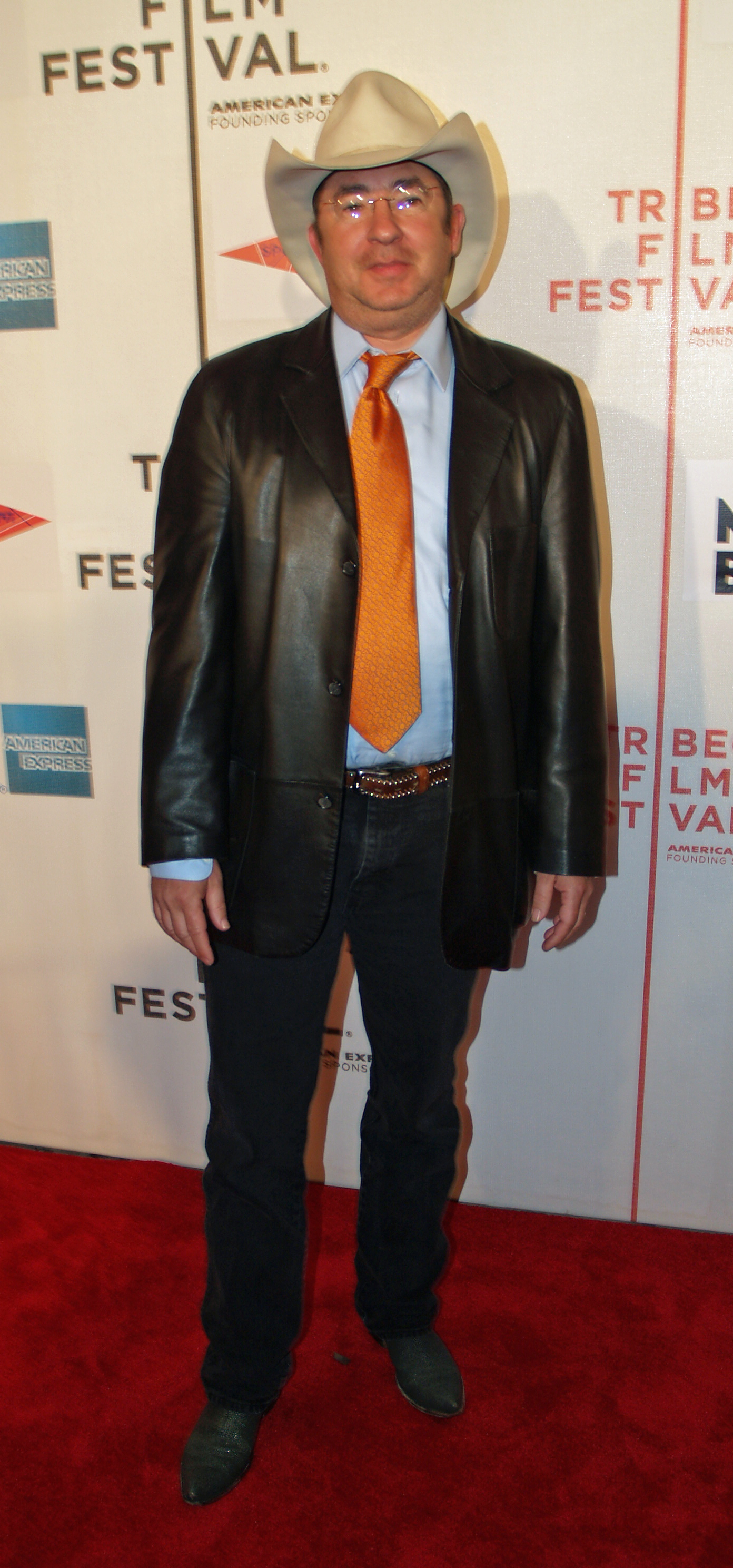
Barry Sonnenfeld în 2007

Barry Sonnenfeld (n. 1 aprilie 1953) este un producător american de filme și regizor de televiziune. Este cel mai cunoscut pentru regia și producția unor filme cu buget mare cum sunt cele din seria Men in Black.

## Filmografie
Printre lucrările sale se pot enumera filmele:
- Blood Simple (1984) ... cinematografie (Operator, director de imagine)
- Compromising Positions (1985) ... cinematografie
- Three O'Clock High (1987) ... cinematografie
- Throw Momma From the Train (1987) ... cinematografie
- Raising Arizona (1987) ... cinematografie
- Big (1988) ... cinematografie
- When Harry Met Sally... ... (1989) ... cinematografie
- Misery (1990) ... cinematografie
- Miller's Crossing (1990) ... cinematografie
- Familia Addams (1991) ...în rolul unui pasager în trenul lui Gomez; regizor
- Valorile familiei Addams (1993) ... în rolul Mr. Glicker ; regizor
- For Love or Money (1993) ... regizor
- Get Shorty (1995) ... în rolul unui Portar ; regizor; producător executiv
- Men in Black (1997) ... regizor
- Out of Sight (1998) ... Executive Producer
- Wild Wild West (1999) ... regizor; producător
- The Crew (2000) ... producător
- The Tick (2001–2003) ... Omul de pe canapea ; producător executiv
- Men in Black II (2002) ... Neuralyzed Father ; regizor
- Big Trouble (2002) ...  regizor; producător
- RV (2006) ... regizor
- Enchanted (2007) ... producător
- Pushing Daisies (2007) ...  producător executiv ; regizor (serial TV)
- Space Chimps (2008) ... producător
- Suburban Shootout (2008) ... producător executiv  ; regizor (serial TV)
- Men in Black III (2012) ... regizor

El a făcut, de asemenea, reclamă la:
- The Puttermans